# ロッカールーム -Go Hard or Go Home-
「ロッカールーム -Go Hard or Go Home-」（ロッカールーム -ゴー・ハード・オア・ゴー・ホーム）は、日本のヒップホップMC・AK-69が発売した9作目のシングル。

## 概要
- 前作「THE SHOW MUST GO ON」から約1年10ヶ月ぶりのシングル。
- 表題曲「ロッカールーム -Go Hard or Go Home-」と、カップリング曲「NGY」のミュージックビデオが収録されたDVDが付属された。
- 6作目のシングル「SWAG IN DA BAG」以来3作ぶりにインストゥルメンタルが収録された。なお、「SWAG IN DA BAG」のインストゥルメンタルは初回限定盤のみ収録されたボーナストラックという扱いだったため、純粋な収録としてはKalassy Nikoff名義で発売されたソロデビューシングル「NEVER GONNA STOP/THAT GIRL」以来8作ぶりとなる。

## 収録曲
1. ロッカールーム -Go Hard or Go Home- [4:37]
  - 作詞 : AK-69 / 作曲 : NATO,AK-69
2. NGY [4:53]
  - 作詞 : AK-69 / 作曲 : DJ RYOW,Growth,AK-69
3. ロッカールーム -Go Hard or Go Home- -Instrumental- [4:37]
  - 作曲 : NATO,AK-69
4. NGY -Instrumental- [4:50]
  - 作曲 : DJ RYOW,Growth,AK-69

## 収録アルバム
- THE THRONE (#1,2)